# Ángel Heladio Aguirre Rivero
Ángel Aguirre Rivero, né le 20 avril 1956 à Ometepec, est un homme politique mexicain, membre du Parti de la révolution démocratique. Il est gouverneur de l'État du Guerrero du 1er avril 2011, au 25 octobre 2014.